# Tâm thần học thần kinh
Tâm thần học thần kinh hay tâm thần thần kinh học là một nhánh của y học liên quan đến các rối loạn tâm thần do các bệnh của hệ thống thần kinh. Nó đi trước các ngành khoa học tâm thần học và thần kinh học hiện nay, mà đang được đào tạo chung, tuy nhiên, tâm thần học và thần kinh học sau đó đã tách ra và thường được thực hành riêng biệt. Tuy nhiên, phẫu thuật thần kinh đã trở thành một chuyên ngành tâm thần học đang phát triển và nó cũng liên quan chặt chẽ đến các lĩnh vực tâm thần kinh và thần kinh học hành vi.

## Các trường hợp cho sự tái cấu trúc của thần kinh học và tâm thần học
Do sự chồng chéo đáng kể giữa các chuyên ngành này, đã có sự hồi sinh của mối quan tâm và tranh luận liên quan đến phẫu thuật thần kinh trong học thuật trong thập kỷ qua. Hầu hết các công trình này lập luận cho một mối quan hệ của thần kinh học và tâm thần học, tạo thành một chuyên ngành ở trên và vượt ra ngoài một chuyên ngành tâm thần học. Ví dụ, Giáo sư Joseph B. Martin, cựu Hiệu trưởng Trường Y Harvard và là một nhà thần kinh học được đào tạo, đã tóm tắt lập luận cho sự đoàn tụ của hai ngành này:"sự tách biệt của hai lĩnh vực là tùy ý, thường bị ảnh hưởng bởi niềm tin thay vì quan sát khoa học đã được chứng minh. Và thực tế là bộ não và tâm trí chỉ là một trong những sự phân tách mang tính nhân tạo." Những điểm này và một số tranh luận chủ yếu khác sẽ được trình bày chi tiết dưới đây.

### Đơn thể tâm trí / não
Các nhà thần kinh học đã tập trung khách quan vào bệnh lý hệ thần kinh hữu cơ, đặc biệt là não, trong khi các bác sĩ tâm thần đã đưa ra công bố về các bệnh của tâm trí. Sự phân biệt đối nghịch giữa não và tâm như hai thực thể khác nhau đã mô tả nhiều điểm khác biệt giữa hai đặc sản. Tuy nhiên, người ta đã lập luận rằng sự phân chia này là hư cấu; bằng chứng từ thế kỷ nghiên cứu cuối cùng đã chỉ ra rằng đời sống tinh thần của chúng ta có nguồn gốc từ não. Não và tâm trí đã được tranh luận không phải là những thực thể rời rạc mà chỉ là những cách nhìn khác nhau trong cùng một hệ thống (Marr, 1982). Người ta đã lập luận rằng việc chấp nhận chủ nghĩa tâm trí / não bộ này có thể hữu ích vì nhiều lý do. Đầu tiên, bác bỏ thuyết nhị nguyên ngụ ý rằng tất cả các đề cập đều là sinh học, nó cung cấp một khung nghiên cứu chung trong đó sự hiểu biết và điều trị các rối loạn tâm thần có thể được nâng cao. Thứ hai, nó làm giảm bớt sự nhầm lẫn trên diện rộng về tính hợp pháp của bệnh tâm thần bằng cách gợi ý rằng tất cả các rối loạn tâm thần đều có dấu ấn trong não.
Tóm lại, một lý do cho sự phân chia giữa tâm thần học và thần kinh học là sự phân biệt giữa tâm trí hoặc trải nghiệm của người đầu tiên và bộ não. Sự khác biệt này được coi là giả tạo bởi những người đề xướng chủ nghĩa tâm trí / não bộ ủng hộ sự hợp nhất giữa các chuyên ngành này.